# Vendeuvre-sur-Barse
Vendeuvre-sur-Barse is een gemeente in het Franse departement Aube (regio Grand Est) en telt 2623 inwoners (1999). De plaats maakt deel uit van het arrondissement Bar-sur-Aube.

## Geografie
De oppervlakte van Vendeuvre-sur-Barse bedraagt 51,7 km², de bevolkingsdichtheid is 50,7 inwoners per km².

## Verkeer en vervoer
In de gemeente ligt spoorwegstation Vendeuvre (Aube).
De onderstaande kaart toont de ligging van Vendeuvre-sur-Barse met de belangrijkste infrastructuur en aangrenzende gemeenten.

## Demografie
Onderstaande figuur toont het verloop van het inwonertal (bron: INSEE-tellingen).

Vanwege een beveiligingsprobleem met de MediaWiki Graph-software is het momenteel niet mogelijk deze grafiek weer te geven. Zodra de software is bijgewerkt zal de grafiek vanzelf weer zichtbaar worden.

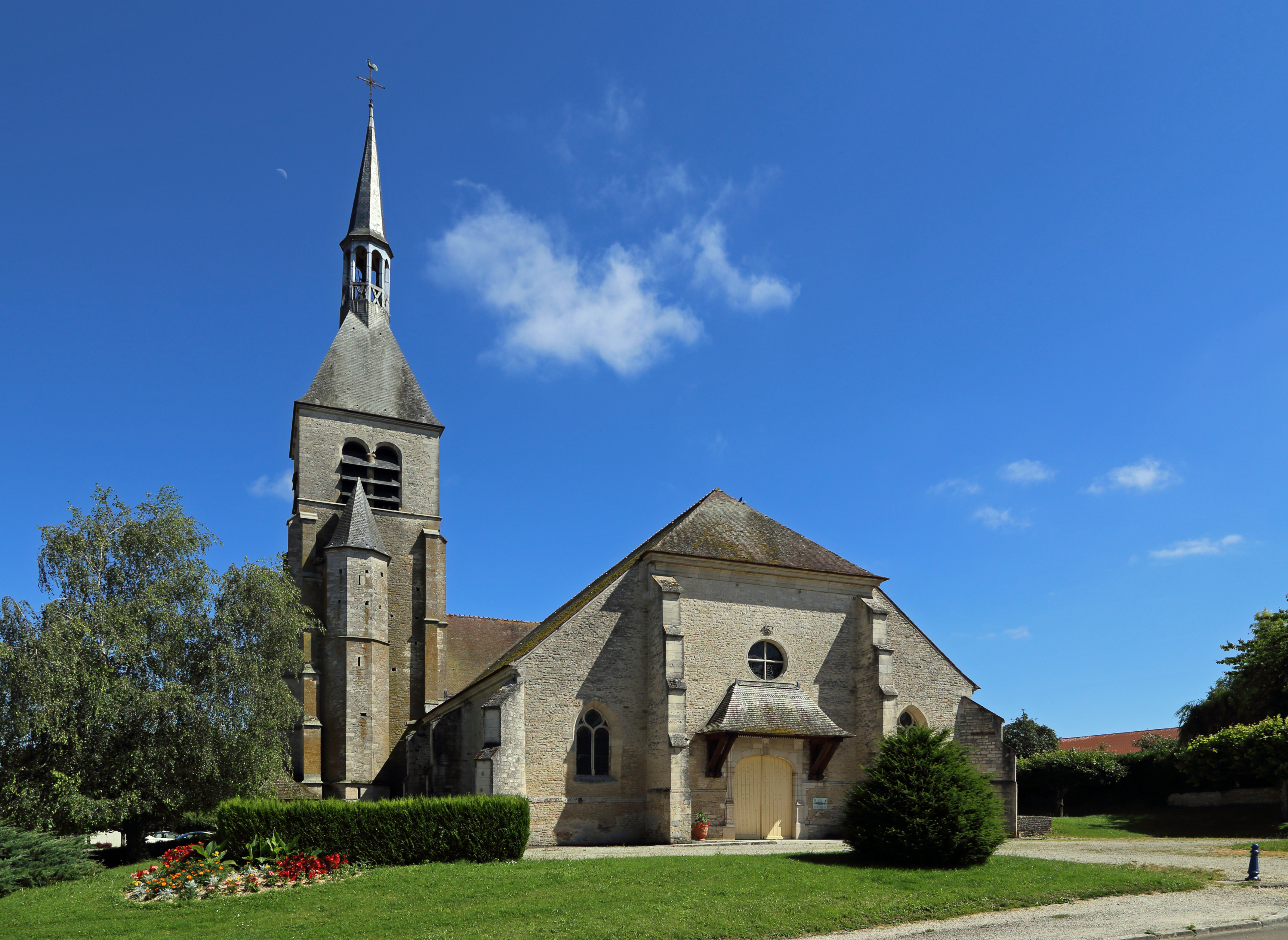
De Sint-Pieterskerk
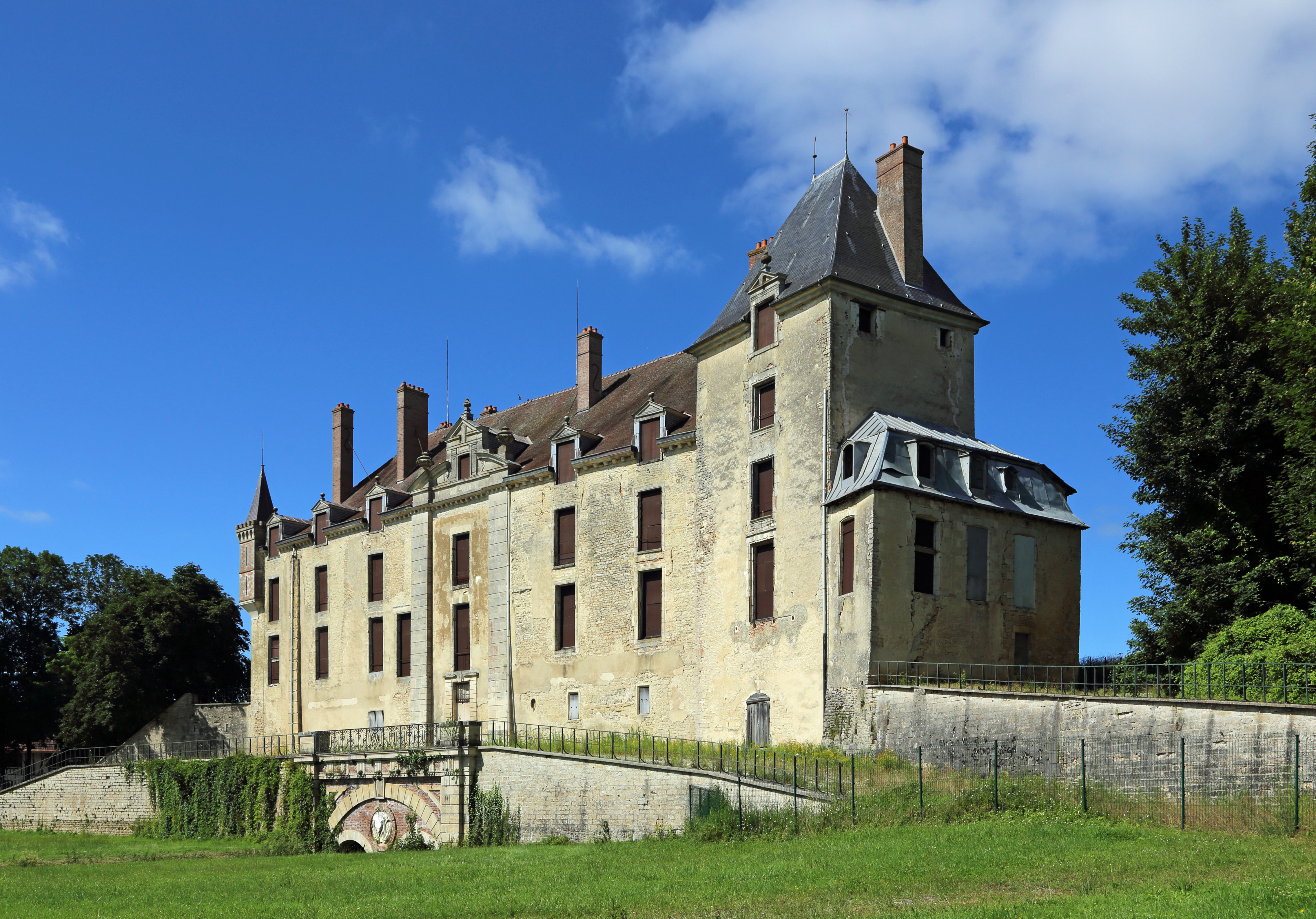
Het kasteel
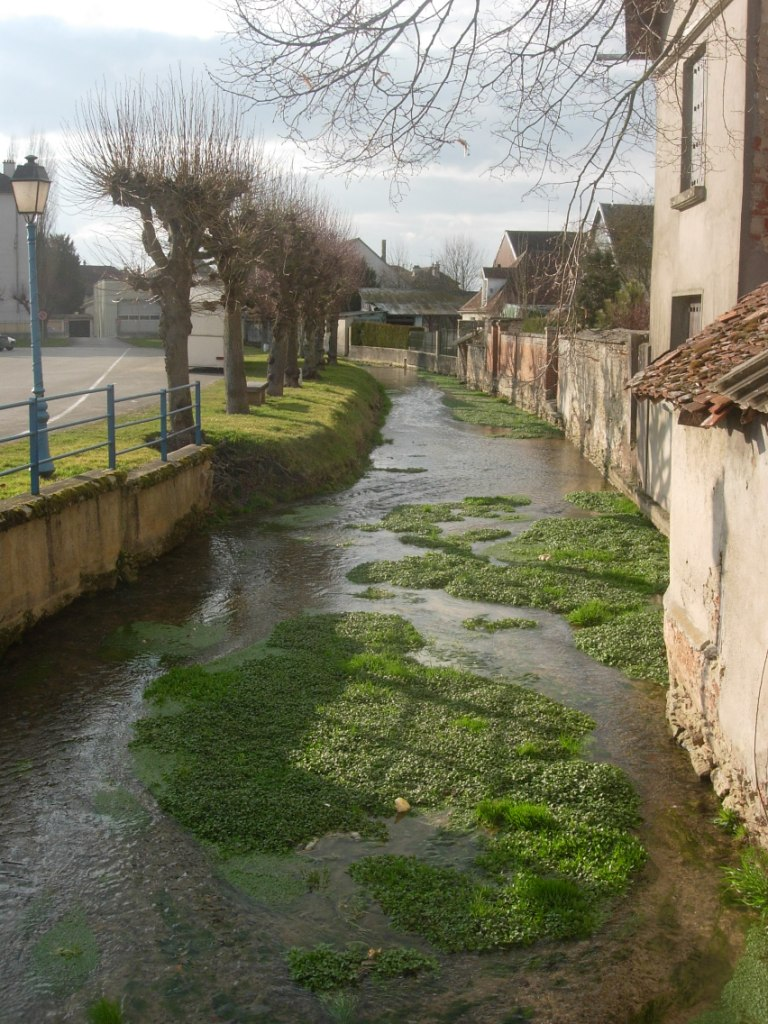
De Barse (riviertje) in Vendeuvre-sur-Barse
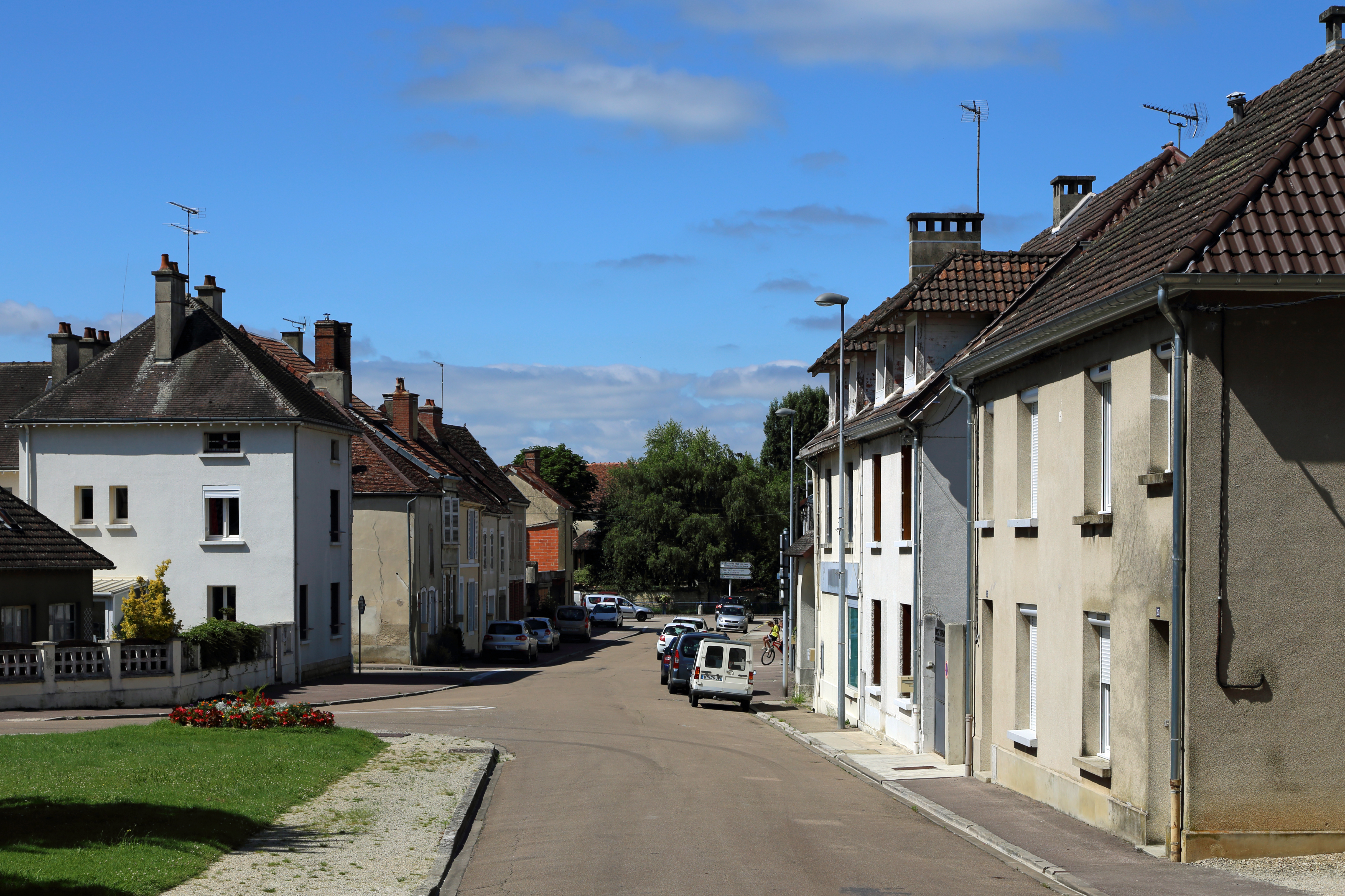
Straat in het dorp
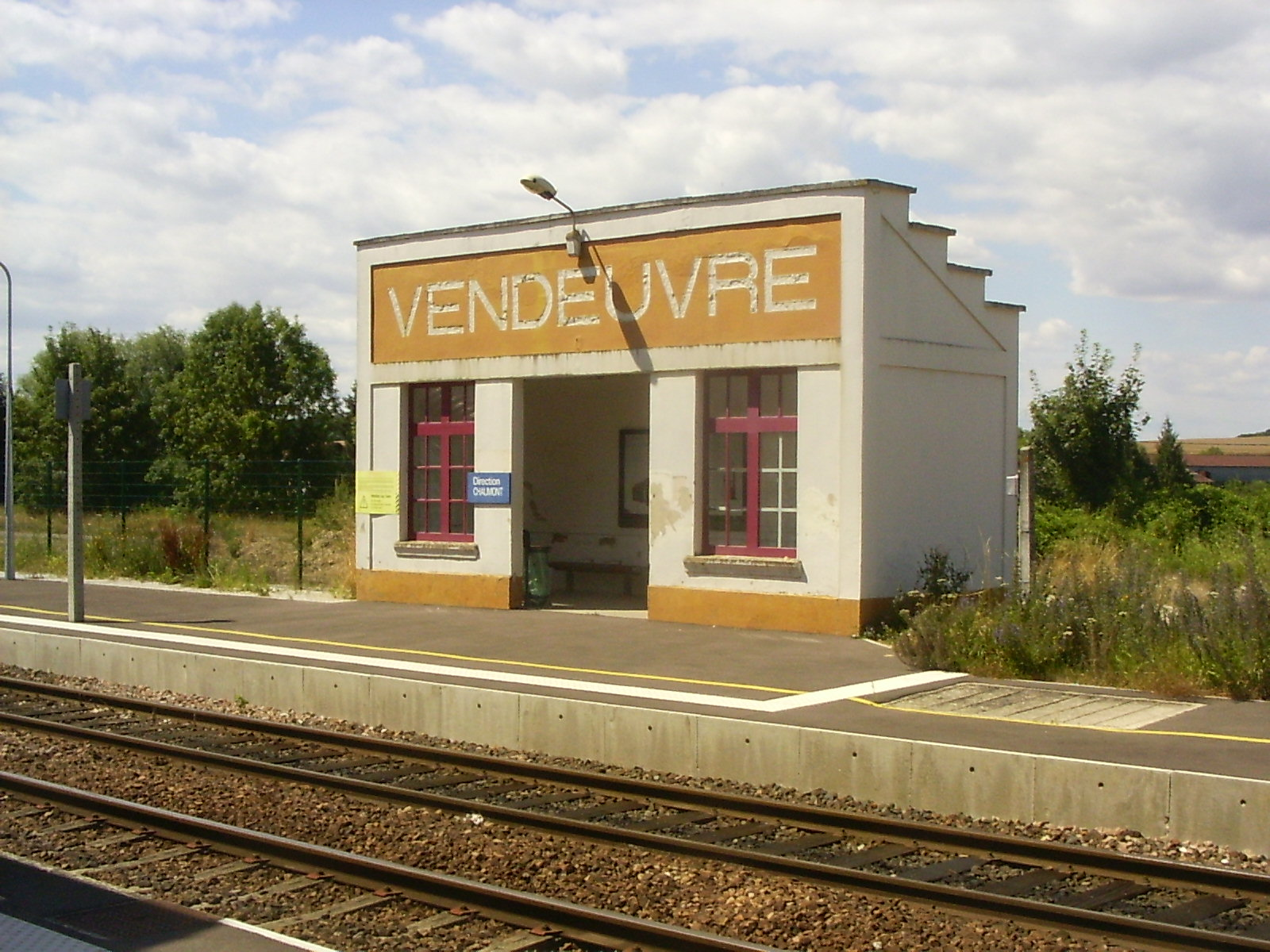
Station Vendeuvre: wachthuisje
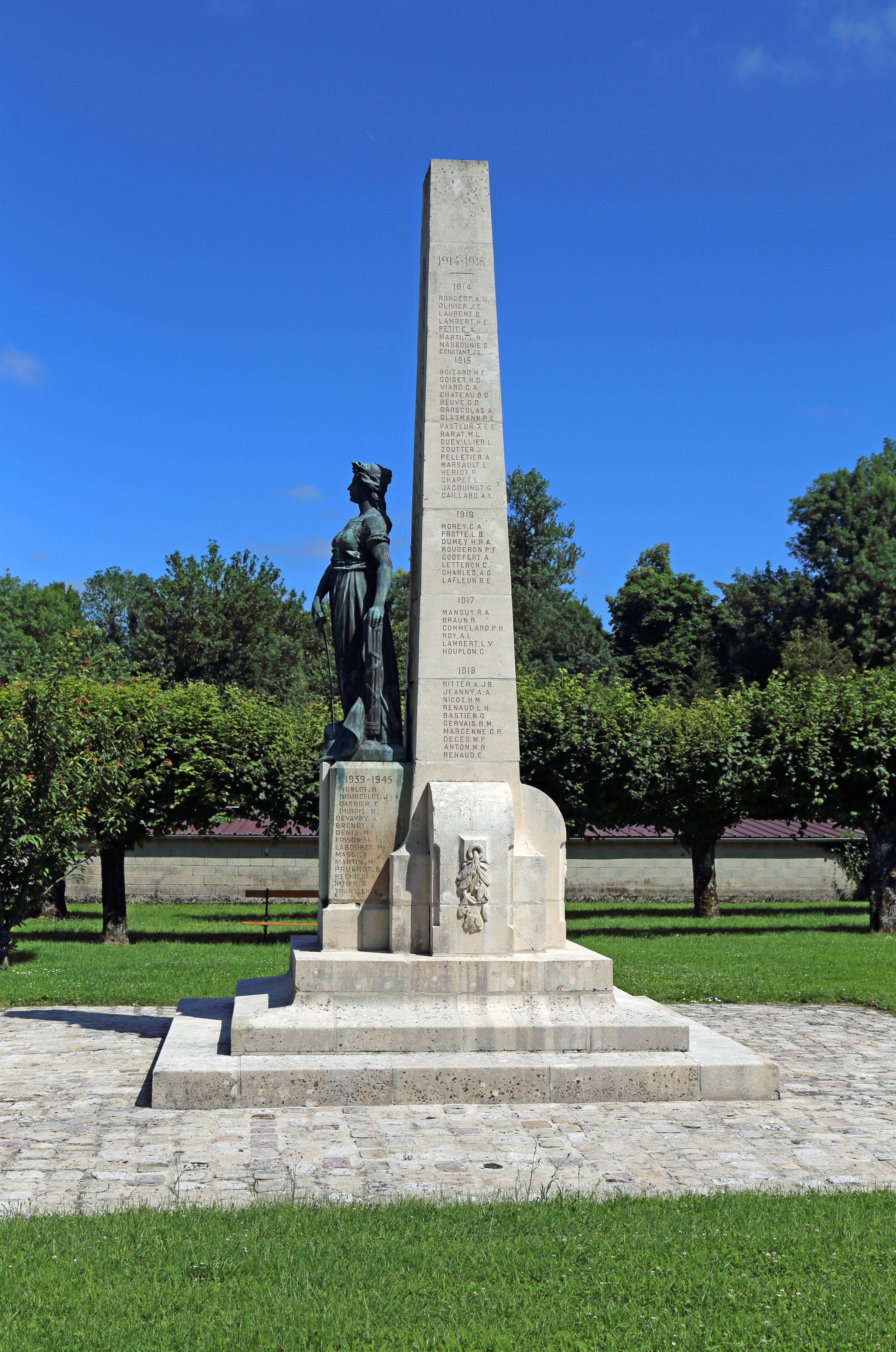
Oorlogsmonument